# ABS-1
ABS-1 (LMI-1, Lockheed Martin Intersputnik, Asia Broadcast Satellite) — комерційний геостаціонарний телекомунікаційний супутник Lockheed Martin A2100AX з розрахунковим терміном експлуатації до 2023 року. Розташований в позиції 75° східної довготи і забезпечує ретрансляцію на 4/5 світу. Найбільше використовується для регіону Індійського океану. Сигнал супутника приймається на території України.
Супутник виведений на орбіту ракетою-носієм «Протон» з космодрому Байконур 27 вересня 1999, в комерційній експлуатації з листопада 1999. Контрольна станція — «Дубна» (Росія)
У вересні 2006 компанія Lockheed Martin Intersputnik була куплена компанією Asia Broadcast Satellite (ABS, Гонконг) і супутник LMI-1 було перейменовано на ABS-1.
Наземні станції забезпечення розташовані в Німеччині та Гонконзі. Супутник забезпечує трансляцію більше ніж 175 телеканалів, серед них — більше десяти російських з вільним доступом: 2x2, Звезда, НТВ, РБК ТБ, СТС, ТНТ та інші, платні пакети «Радуга ТВ», а також український музичний телеканал A-ONE. До початку жовтня 2012 транслювався Перець.
Слід відмітити, що якість сигналу супутника значно сильніше залежить від атмосферних явищ, таких як туман, дощ, сніг, в порівнянні, наприклад, з Amos або Astra 4A. Тому в місцевостях з великою частотою опадів бажано обирати дзеркало антени більшого розміру ніж 0,9 м.

## Виноски
1. ↑  sat54.ru. Архів оригіналу за 7 липня 2017. Процитовано 17 вересня 2012.
2. ↑  vsem.tv. Архів оригіналу за 25 червня 2017. Процитовано 17 вересня 2012.
3. ↑  raduga-tv.ru. Архів оригіналу за 23 вересня 2012. Процитовано 17 вересня 2012.